# Santa Maria de la Tossa de Montbui

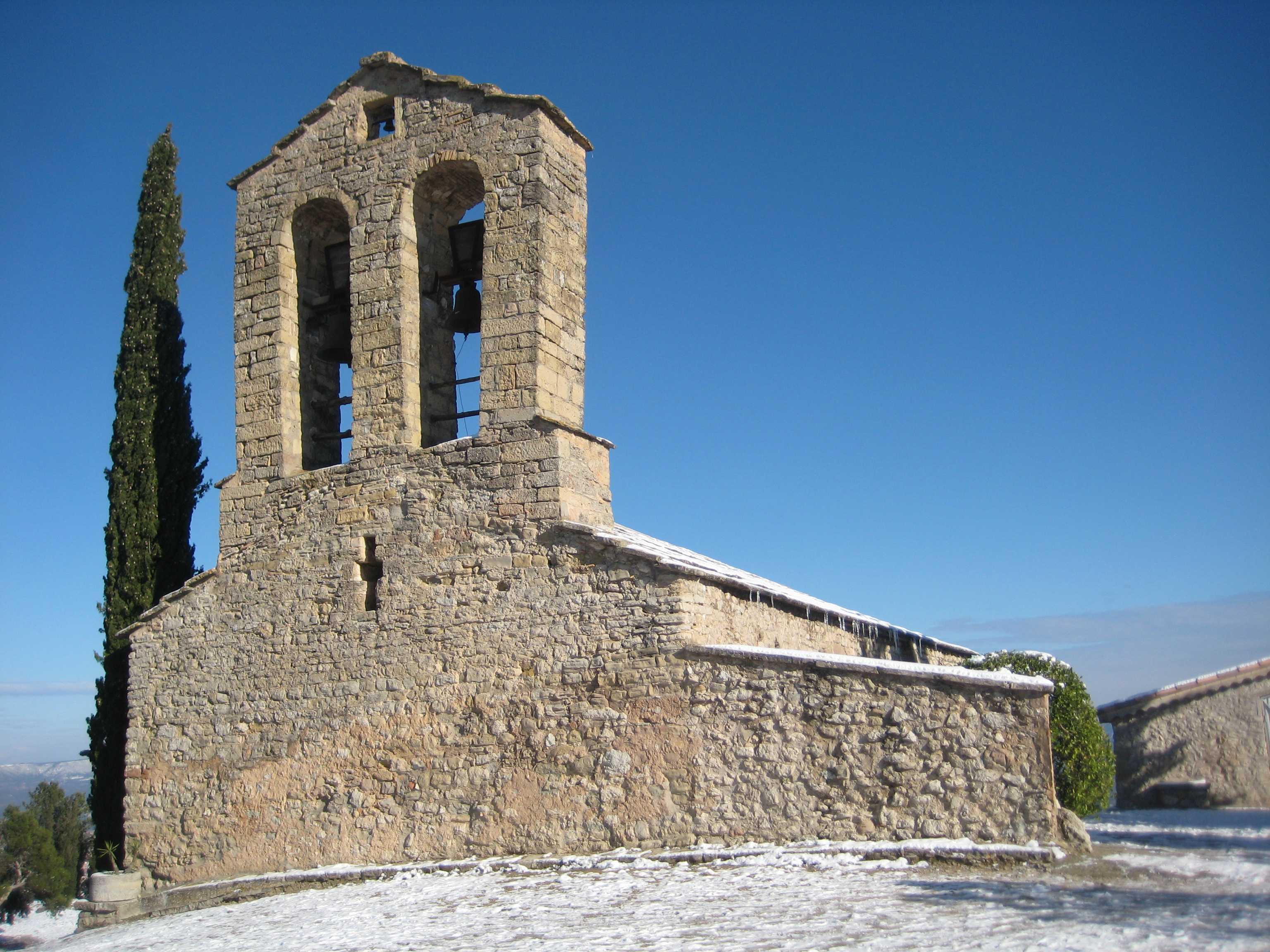
Kirche Santa Maria de la Tossa de Montbui

Santa Maria de la Tossa de Montbui ist ein frühromanisches Kirchenbauwerk in der zerklüfteten Berglandschaft im Hinterland von Barcelona, Katalonien.

## Lage
Die Kirche Santa Maria de la Tossa de Montbui befindet sich auf dem Gemeindegebiet (municipi) von Santa Margarida de Montbui in der Region Penedès in der Provinz Barcelona (Katalonien). Sie liegt – zusammen mit den Überresten einer Burg – in einer Höhe von etwa 610 Metern ü. d. M. unweit des 627 Meter hohen Gipfels des Tossa de Montbui. Die Entfernung zum östlich gelegenen Ort Santa Margarida de Montbui beträgt etwa zwei Kilometer (Fahrtstrecke).

## Geschichte
Eine Burg an dieser Stelle ist bereits im Jahr 936 erwähnt; es ist die Zeit der Wiederbesiedlung (repoblament) der Gegend durch die Christen nach dem Rückzug der Mauren. Borrell II. der damalige Bischof von Vic begann nur wenige Jahre später (um 970) mit dem Bau einer Kirche, doch mussten die Arbeiten am weiteren Ausbau der Burg und der Kirche kurz darauf wegen Übergriffen der Sarazenen unterbrochen werden. So blieb es dem Bischof und Abt Oliba, dem ‚Vater Kataloniens‘, und dem von ihm beauftragten Grafen Guillem de Oló (auch Guillem de Mediona) vorbehalten, um das Jahr 1035 den Bau fertigzustellen und zu weihen. Die Kirche erlebte – vor allem im 16. Jahrhundert – einige nachträgliche Veränderungen (Portal, Glockengiebel, Sakristei) und war bis zur Fertigstellung der neuen Kirche Santa Margarida zu Beginn des 17. Jahrhunderts die Pfarrkirche des Ortes. In den 1950er und 1960er Jahren wurden der Bau umfassend restauriert.

## Architektur

### Außenbau
Der aus nur grob behauenen Bruchsteinen errichtete Kirchenbau schließt auf der Ostseite in drei nebeneinanderliegenden Apsiden, die durch Lisenen und Rundbogenfriese gegliedert sind und jeweils über ein kleines – ehemals wohl unverglastes – Fenster verfügen. Eine solche architektonische Gliederung wird in Katalonien stets auf lombardische Anregungen, Vorbilder und wahrscheinlich auch Steinmetze zurückgeführt, die Abt Oliba von einer Romreise des Jahres 1011 mitgebracht haben soll. Die Außenwände des Langhauses und der Westfassade sind ohne weitere Gliederungselemente; in der Westfassade befindet sich eine kreuzförmige Fensteröffnung. Das auf der Südseite befindliche und aus exakt behauenen Steinen gefertigte Portal wurde 16. Jahrhundert eingefügt; der zweibogige Glockengiebel stammt wohl aus derselben Zeit.

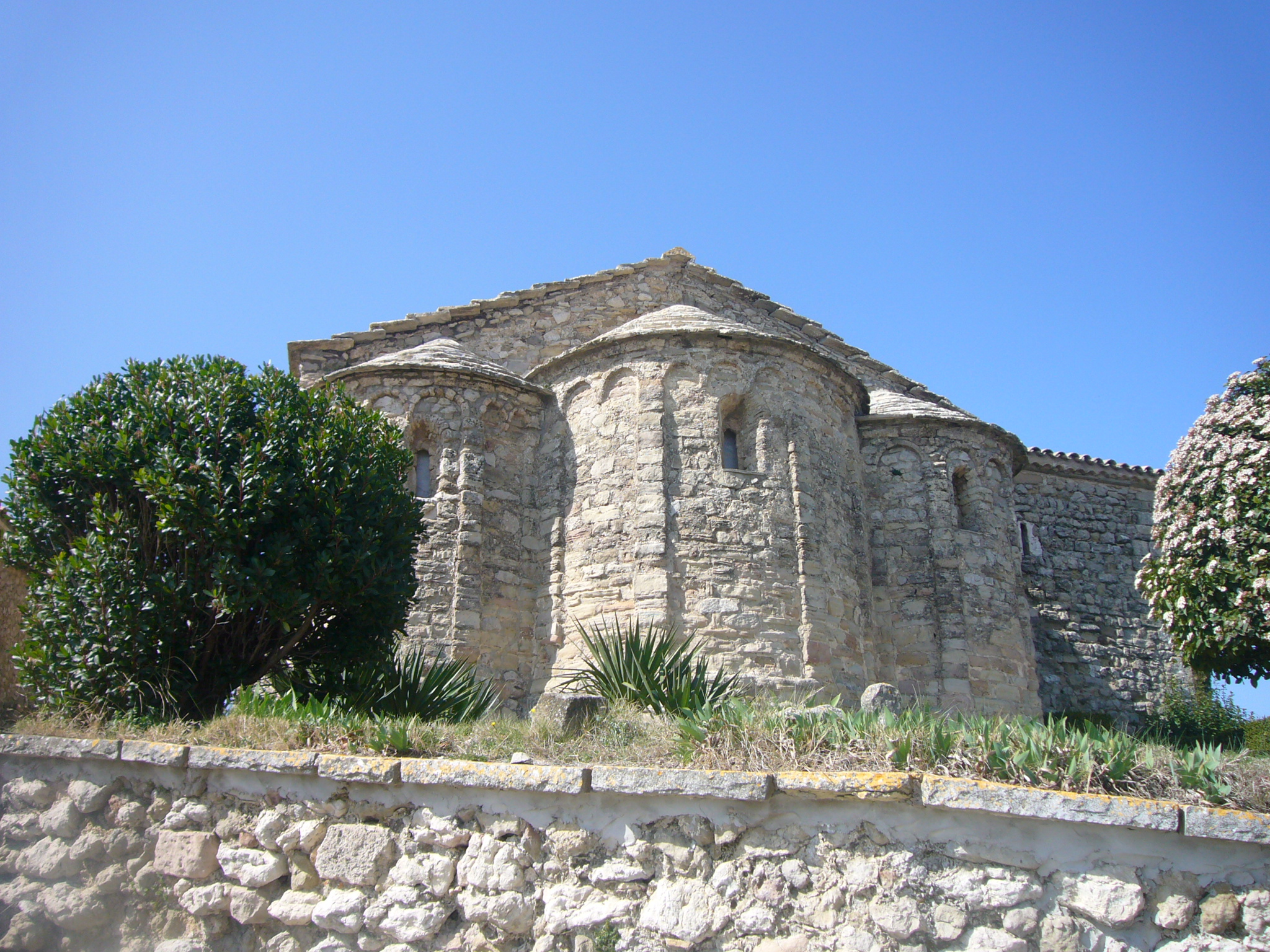
Drei Apsiden
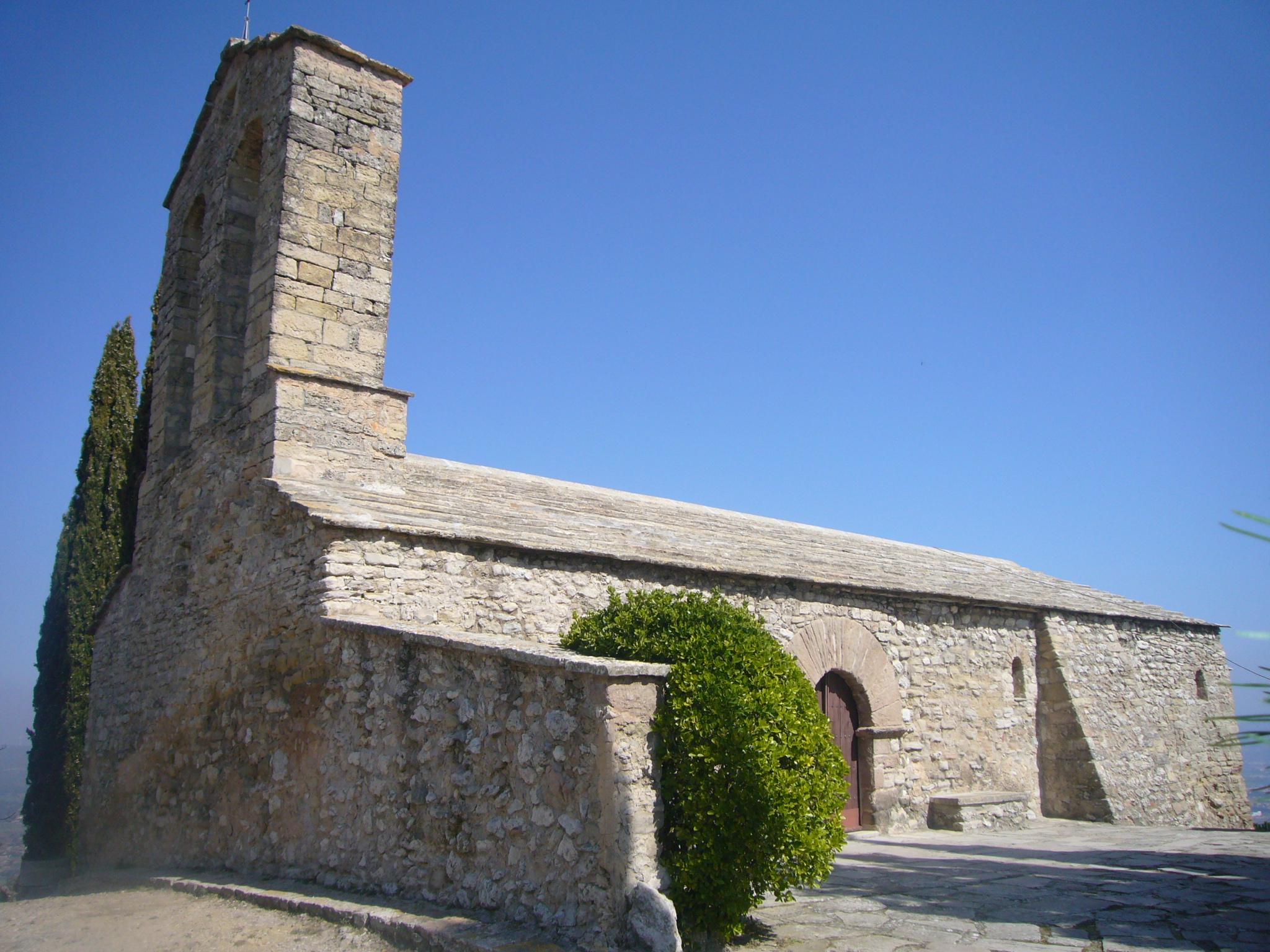
Südseite mit Portal
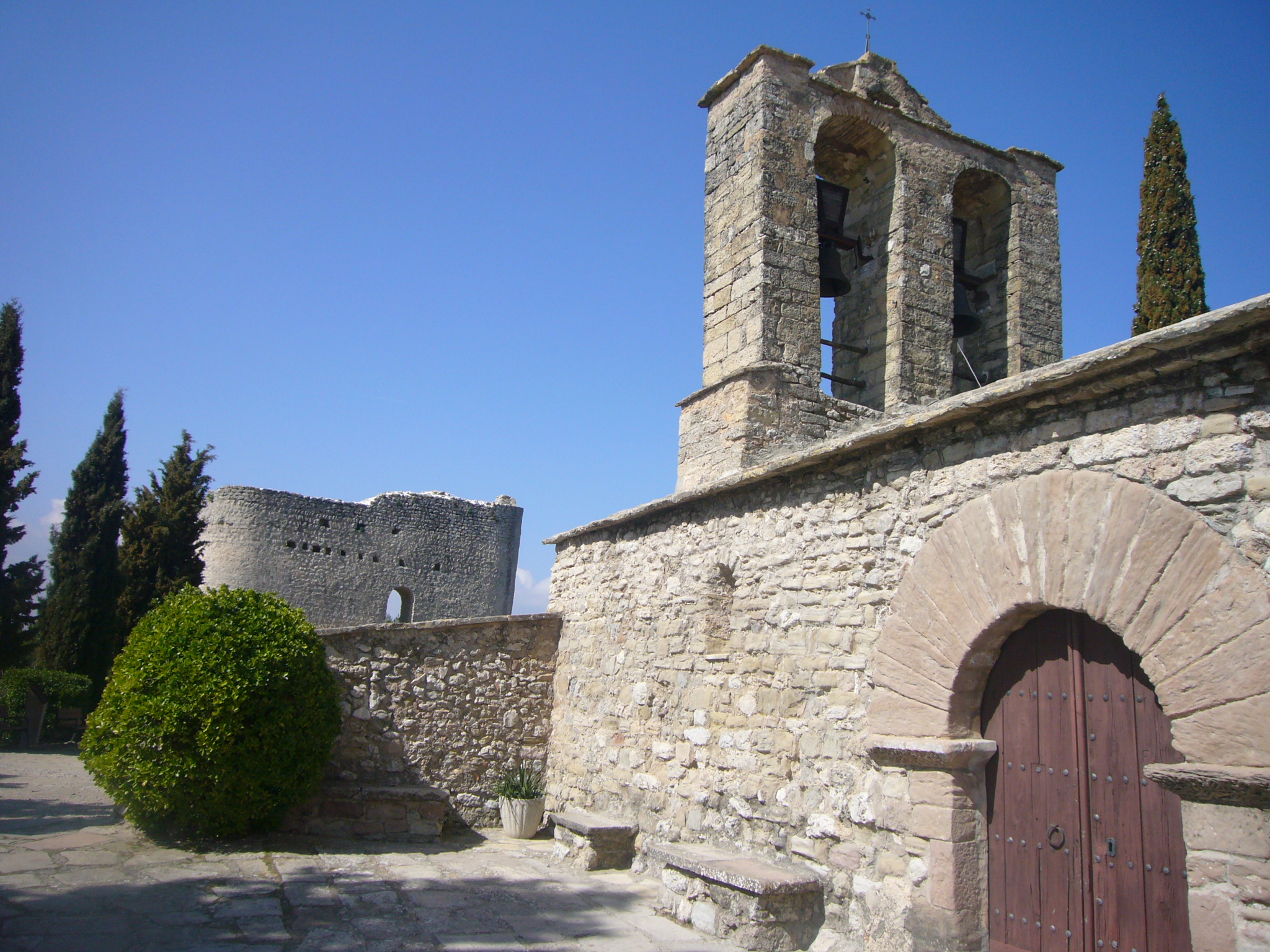
Südseite und Burgruine
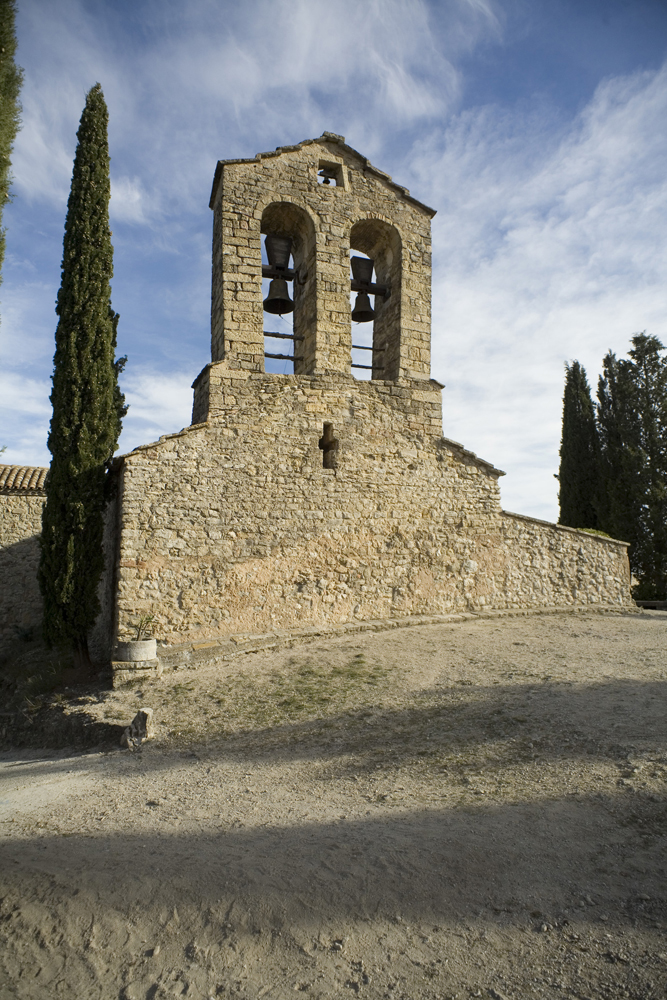
Westseite

### Inneres
Das tonnengewölbte Langhaus ist dreischiffig und hat eine Gesamtbreite von ca. 6,20 Meter und eine Gesamtlänge von etwa 11,50 Meter; die drei Schiffe sind von zwei Arkaden über – aus Steintrommeln zusammengesetzten – Säulen mit undekorierten Kapitellen und Kämpferplatten getrennt. Die Wölbungen der Seitenschiffe sind nur unwesentlich niedriger als die des Mittelschiffs.

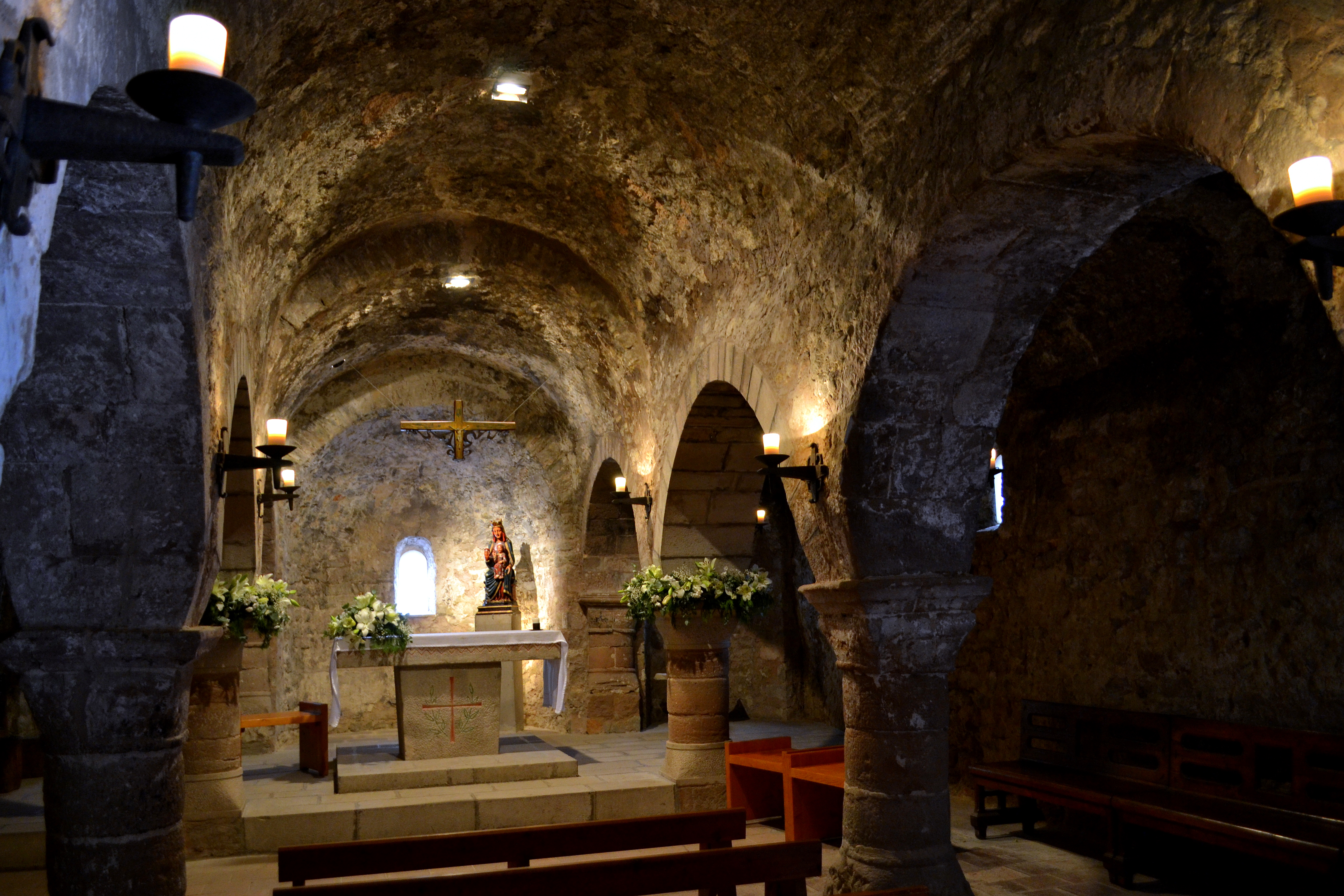
Mittelschiff und Altar
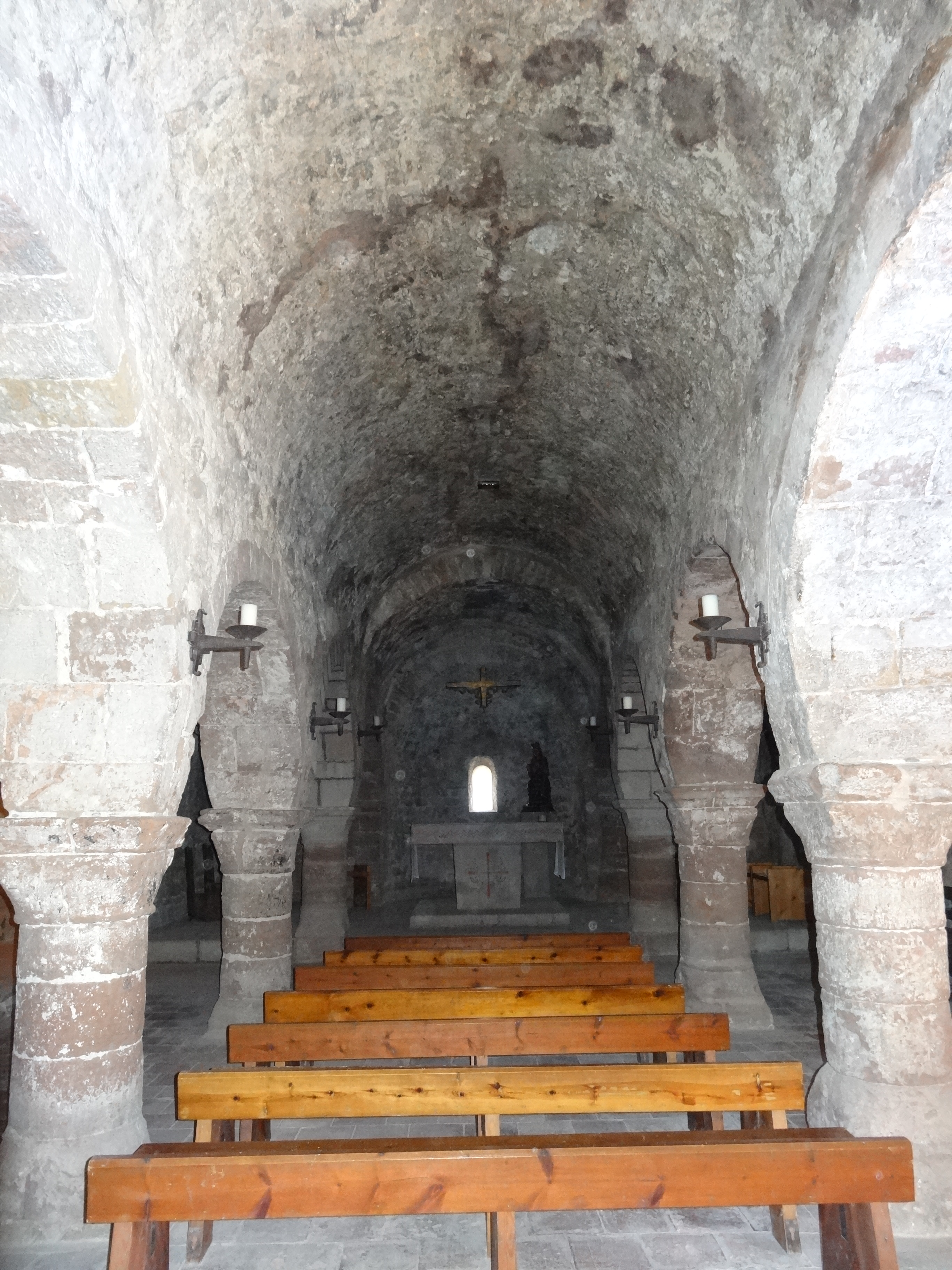
Mittelschiff
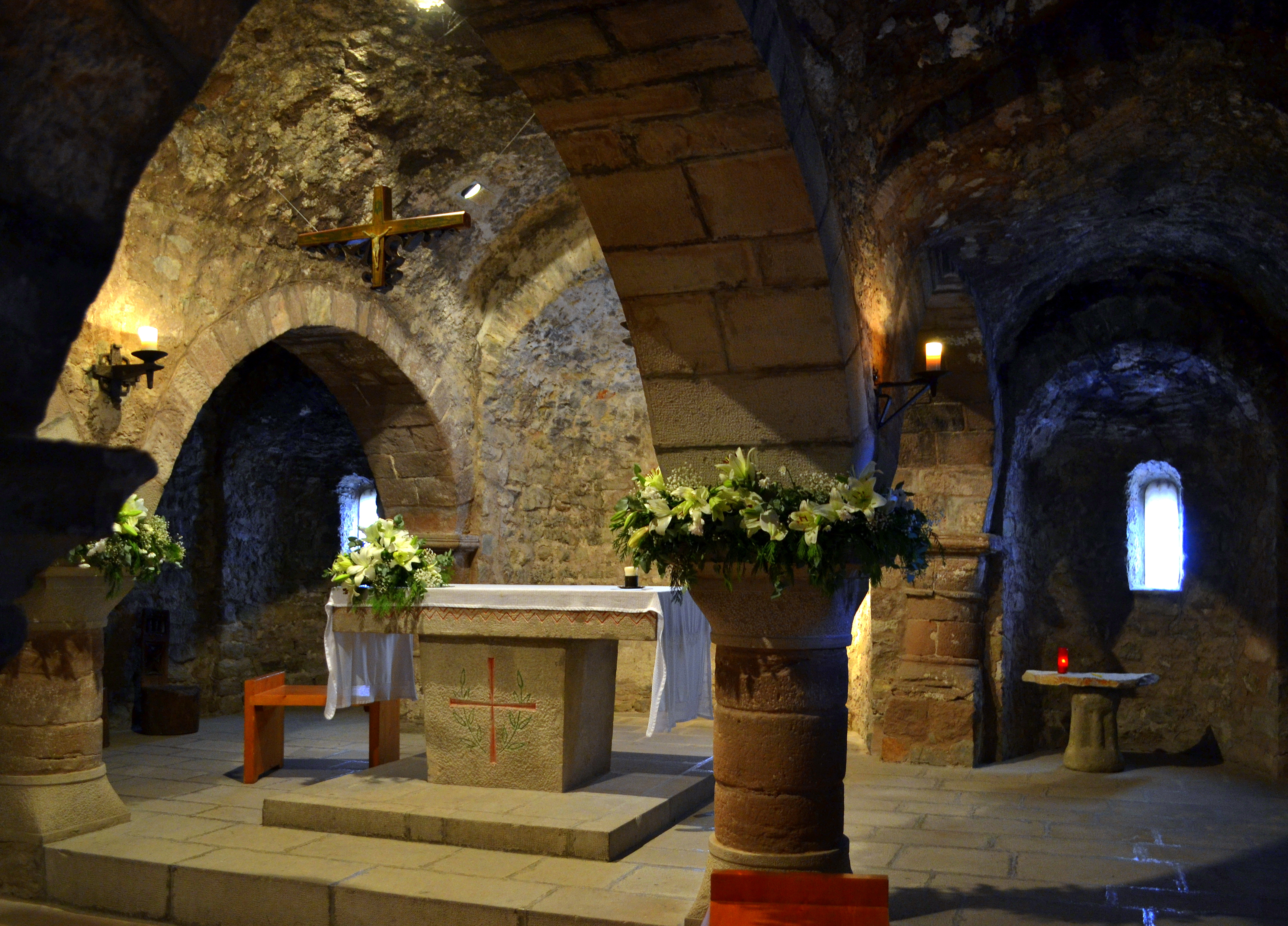
Altäre in Mittel- und Seitenschiff

## Ausstattung
Zur Ausstattung der Kirche gehören ein mit einem doppelten Zackenband umrandetes romanisches Taufbecken, eine geschnitzte Muttergottesstatue aus dem 14. oder 15. Jahrhundert sowie zwei Holzklotzstühle mit ornamental beschnitzten Rückenlehnen.

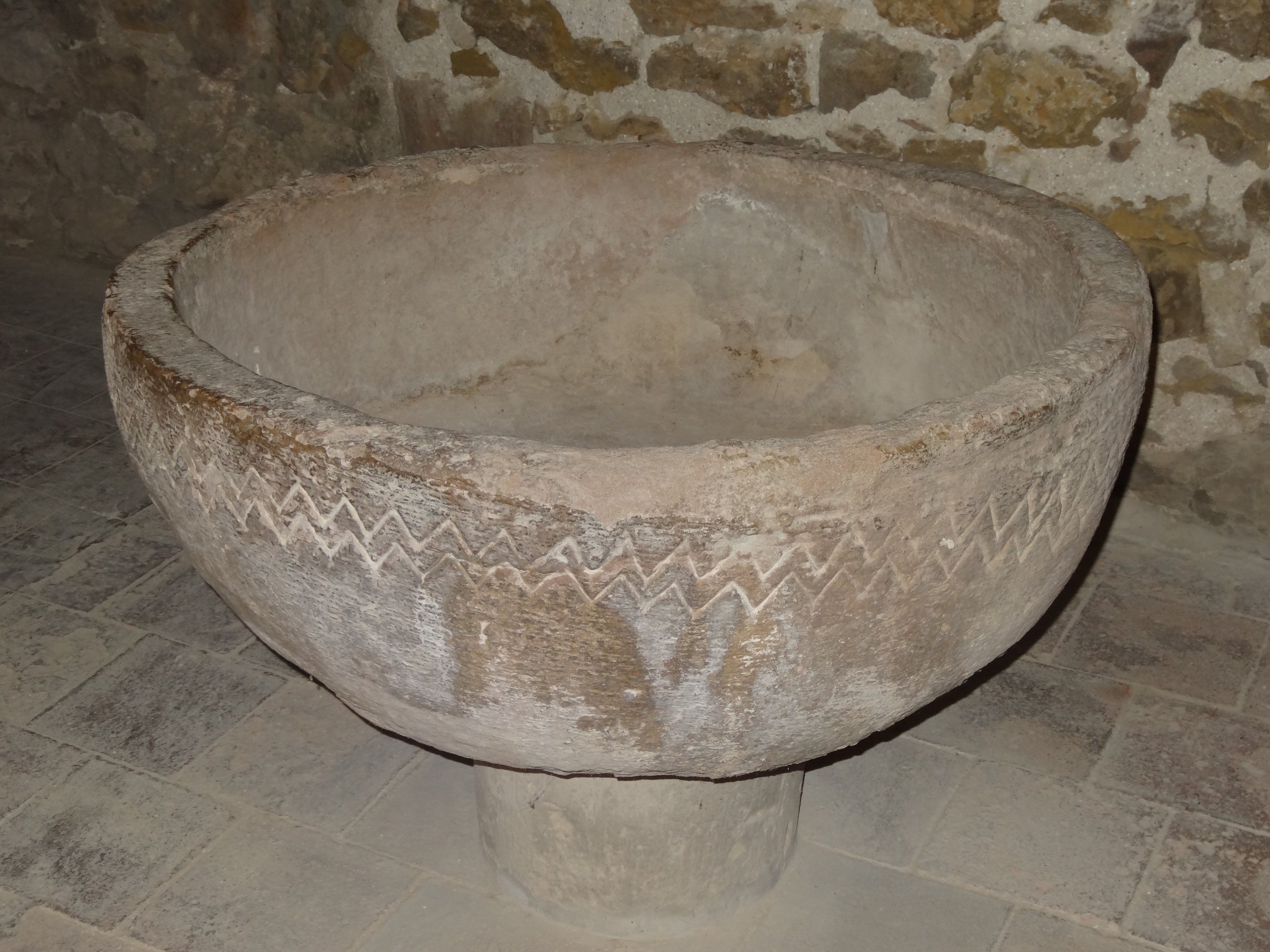
Taufbecken
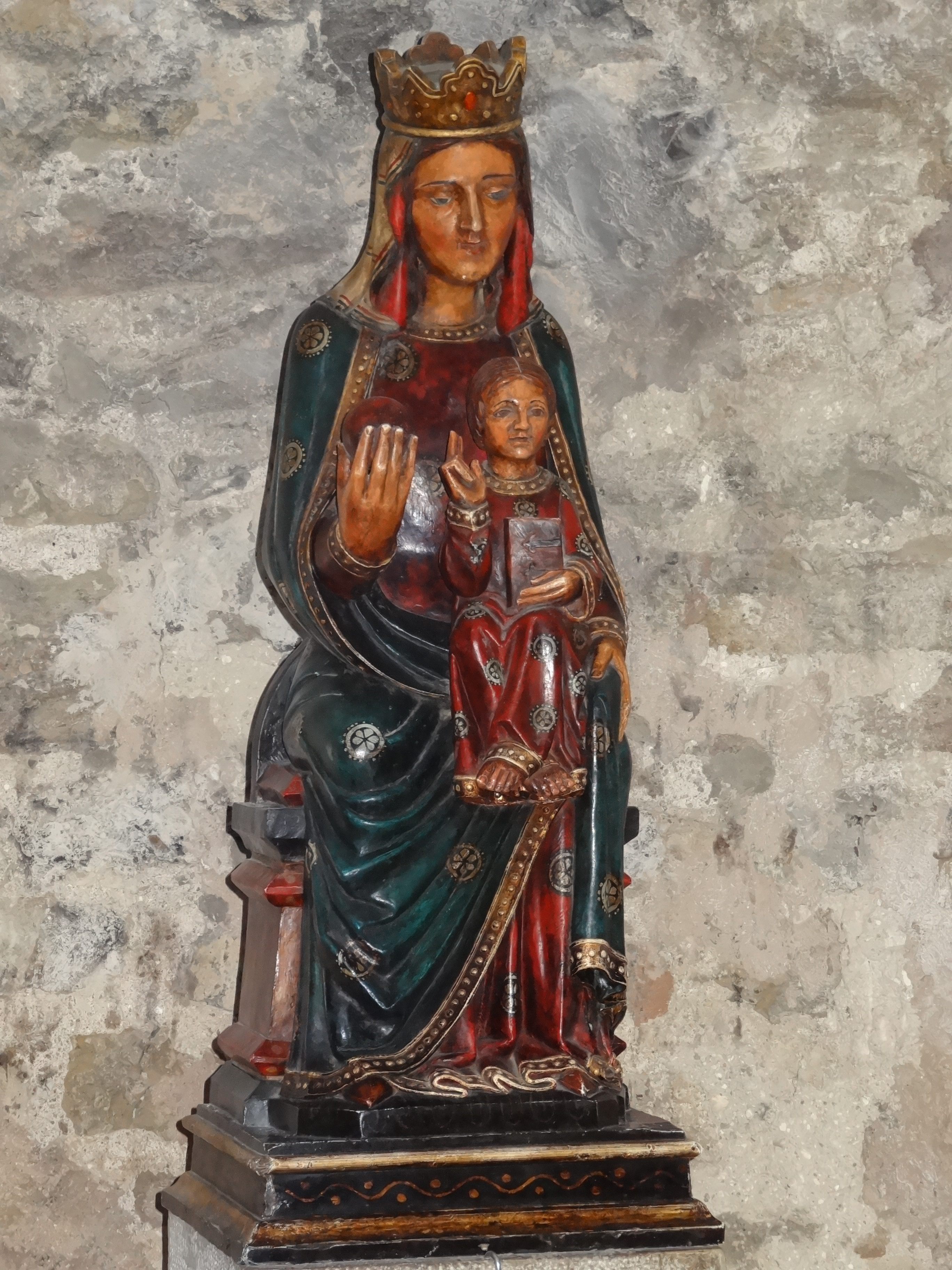
Muttergottesstatue
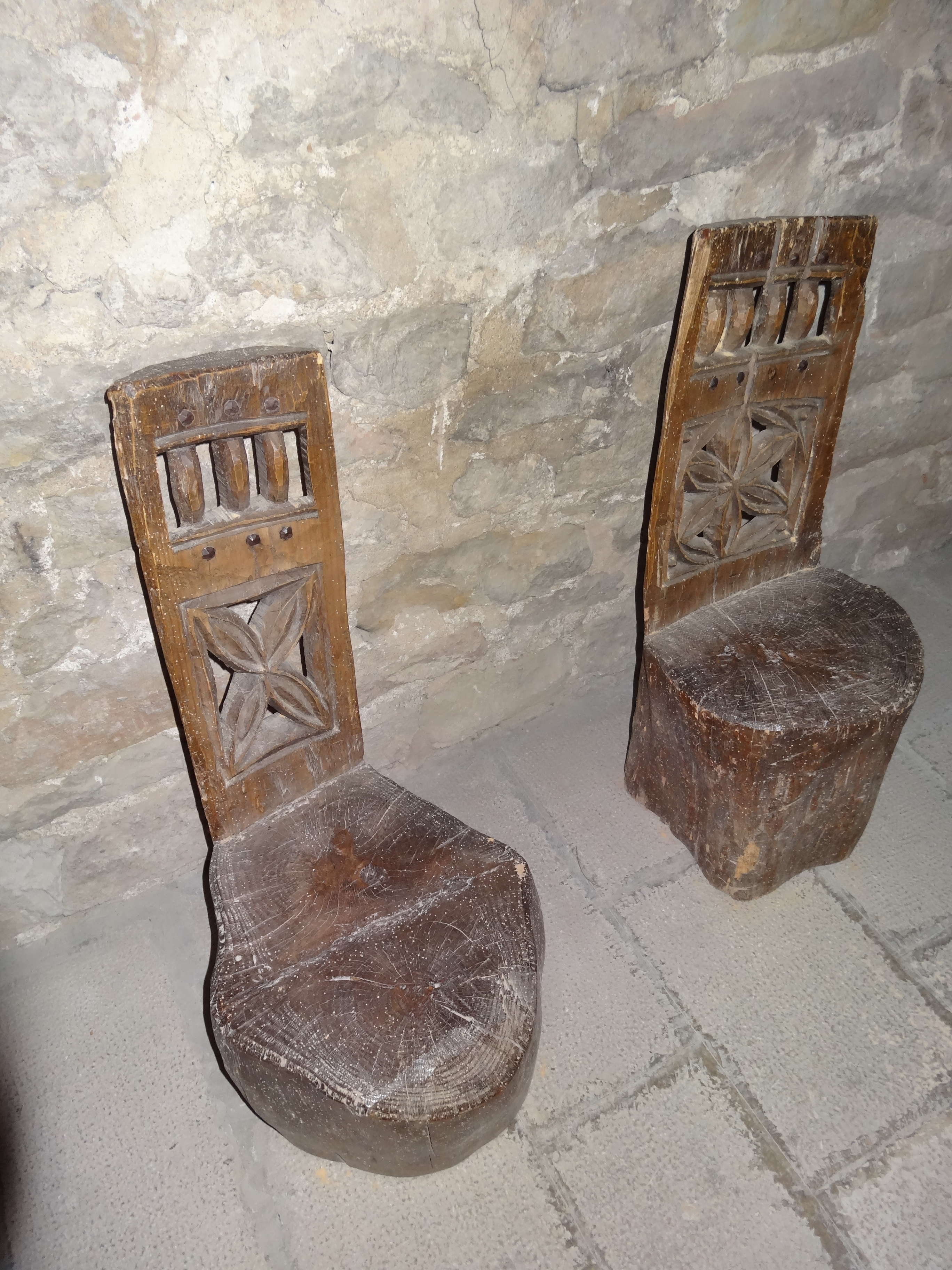
Holzklotzstühle